# Goślice (powiat policki)
Goślice (do 1945 niem. Vogelsang) – opuszczona śródleśna osada na Wieleckiej Górze w Puszczy Wkrzańskiej na północ od Szczecina.  

## Historia
Powstała na początku XVIII w. Właścicielem była rodzina Borcków.
W 1816 Urząd Statystyczny w Berlinie zaliczył do wioski Neuendorf (Przęsocin) osadę o nazwie Juhrkens Todtschlag, leżącą przy drodze z Warsow (Warszewo) do Lese (Stare Leśno). Taka nazwa osady figurowała też na mapie Pomorza sporządzonej przez F.B. Engelhardta w 1822. Stał tam jeden dom mieszkalny, osiedle zamieszkiwało 11 osób. Później zmieniono nazwę osiedla na Vogelsang. W Słowniku Topograficzno-Statystyczno-Geograficznym A.A. Mützella wydanym w 1823 pod tą nową nazwą występuje osada zamieszkana przez 2 osoby. W 1864 osada składała się z 9 zabudowań. Na mapach z I połowy XX wieku wioska Vogelsang składała się z dwu części: starszej – przy obecnej ulicy Podbórzańskiej i młodszej przy Goślickim Stawie.
W czasie drugiej wojny światowej w pobliżu osady Vogelsang znajdował się radionamiernik Luftwaffe o kryptonimie Sellerie-Y (FuSAn 733 Heinrich Peiler). Obsługę tej stacji stanowiła załoga z 17. Jägerleit-Kompanie wchodzącej w skład Luftnachrichten-Regiment 211.
Osada po II wojnie światowej nie została odbudowana.